# Petar Merkov
Petar Christov Merkov (bulharsky Петър Христов Мерков, * 3. listopadu 1976 Plovdiv) je bývalý bulharský rychlostní kanoista. Měří 188 cm a váží 95 kg, v klubu Trakia Plovdiv se věnoval závodům na kajaku, pak přestoupil do Levski Sofia.
Na Letních olympijských hrách 1996 obsadil s bulharským čtyřkajakem osmé místo. V roce 1999 získal stříbrnou medaili na mistrovství světa v rychlostní kanoistice v závodě K1 500 m. Na evropském šampionátu v tomtéž roce zvítězil na singlkajaku na 500 metrů a byl druhý na čtyřkajaku na 500 m i na 1000 m.
Byl pozitivně testován na diuretika, avšak Mezinárodní kanoistická federace ho nepotrestala, takže mohl startovat na olympijských hrách v roce 2000. Ze sydneyské olympiády Merkov přivezl stříbro z pětisetmetrové a kilometrové trati, když ho v obou závodech porazil pouze Knut Holmann z Norska. Na světovém šampionátu v roce 2002 byl druhý na K1 500 m a třetí na K4 1000 m. ME 2002 mu přineslo stříbro a bronz. Naposled se zúčastnil olympiády v roce 2004, na čtyřkajaku skončil čtvrtý a v závodě jednotlivců byl vyřazen v semifinále.
Po ukončení kariéry působí jako trenér, byl také členem organizačního výboru juniorského mistrovství světa v kanoistice, které v roce 2018 hostil Plovdiv.